# Carmel d'Essen
 (février 2023).
Le carmel Notre-Dame-des-Misères est un couvent de Carmélites déchaussées à Essen.

## Histoire
À la demande de l'évêque d'Essen Franz Hengsbach, le carmel Notre-Dame-de-la-Paix (de) à Cologne fonde dans le quartier de Stoppenberg le carmel Notre-Dame-des-Misères près de l'église Notre-Dame-des-Misères (de) et non loin de l'église Saint-Nicolas (de). À cet effet, les bâtiments conventuels historiques du stift de Stoppenberg, supprimée en 1803, à l'ouest de l'église sont reconstruits.
La première pierre est posée le 15 avril 1961, l'emménagement a lieu le 1er juin 1964. Le 11 avril 1965, le carmel est inauguré par l'évêque Hengsbach.
Il y a en 2021 12 religieuses carmélites vivant dans le couvent. La principale source de revenus du couvent est la fabrication d'hosties et les dons.